# Strängnäs fögderi
Strängnäs fögderi avsåg den lokala skattemyndighetens verksamhetsområde i nuvarande Strängnäs och Gnesta kommuner mellan åren 1967 och 1991. Efter detta år omorganiserades skatteväsendet och fögderierna ersattes av en skattemyndighet för varje län – i detta fall den för Södermanlands län. År 2004 gick verksamheten upp i det nybildade Skatteverket.
Strängnäs fögderi föregicks av flera mindre fögderier, vilka sedermera även delvis hamnade under Södertälje fögderi.
- Gripsholms fögderi (1886–1966)
  - Södermanlands läns fjärde fögderi (1720–1885)
    - Södermanlands läns femte fögderi (1720–1804) (Delar av Selebo härad senare under Södertälje fögderi)